# Somkid Chamnarnsilp
Somkid Chamnarnsilp (thailändisch สมคิด ชำนาญศิลป์; * 7. Januar 1993 in Krabi), auch als Heem (thailändisch ฮีม) bekannt, ist ein thailändischer Fußballspieler.

## Karriere
Somkid Chamnarnsilp erlernte das Fußballspielen in der Jugendmannschaft des damaligen Drittligisten Krabi FC, wo er 2010 auch seinen ersten Vertrag unterschrieb. 2011 wurde er mit Krabi Meister der Regional League Division 2 – Southern Region und stieg somit in die zweite Liga, der Thai Premier League Division 1, auf. Nachdem Krabi 2018 aus der zweiten Liga abgestiegen war, wechselte er 2019 zum Erstliga-Aufsteiger Chiangmai FC. Von Chiangmai wurde er jedoch sofort an Chiangrai United aus Chiangrai ausgeliehen. Mit dem Verein wurde er 2019 thailändischer Fußballmeister. Nach der Ausleihe wurde er 2020 von Chiangrai fest verpflichtet. Den Thailand Champions Cup gewann er 2020, als er mit Chiangrai den FA-Cup-Sieger Port FC mit 2:0 bezwang. Im April 2021 stand er mit Chiangrai im Endspiel des FA Cup. Das Endspiel gegen den Chonburi FC gewann man im Elfmeterschießen. Am 1. September 2021 spielte er mit Chiangrai um den Thailand Champions Cup. Das Spiel gegen den thailändischen Meister BG Pathum United FC im 700th Anniversary Stadium in Chiangmai verlor man mit 0:1. Nach der Hinrunde 2021/22 wechselte er im Dezember 2021 auf Leihbasis zum Zweitligisten Sukhothai FC. Am Ende der Saison 2021/22 feierte er mit dem Verein aus Sukhothai die Vizemeisterschaft und den Aufstieg in die erste Liga. Nach der Saison wurde er von Sukhothai fest unter Vertrag genommen. Nach zwei Spielzeiten wechselte er im Juli 2024 zum Zweitligisten Chanthaburi FC.

## Erfolge
Krabi FC
- Regional League Division 2 – Southern Region: 2011

Chiangrai United
- Thailändischer Meister: 2019
- Thailändischer Supercup-Sieger: 2020
- Thailändischer Pokalsieger: 2020/21

Sukhothai FC
- Thailändischer Zweitligavizemeister: 2021/22  ▲